# Grand Prix Americas 2003
Navigation
Édition précédente Édition suivante
Le Grand Prix Americas 2003, disputé sur le 27 septembre 2003 sur le circuit urbain de Miami est la huitième manche de American Le Mans Series 2003.

## Course

### Classement de la course
Classement final de la course (vainqueurs de catégorie en gras),, :
| Pos.   | Catégorie | N° | Écurie                                      | Pilotes                                    | Châssis                     | Pneus | Tours/Abandon |
| Pos.   | Catégorie | N° | Écurie                                      | Pilotes                                    | Moteur                      | Pneus | Tours/Abandon |
| ------ | --------- | -- | ------------------------------------------- | ------------------------------------------ | --------------------------- | ----- | ------------- |
| 1      | LMP900    | 38 | ADT Champion Racing                         | Johnny Herbert JJ Lehto                    | Audi R8                     | M     | 157           |
| 1      | LMP900    | 38 | ADT Champion Racing                         | Johnny Herbert JJ Lehto                    | Audi 3.6L Turbo V8          | M     | 157           |
| 2      | LMP900    | 1  | Infineon Team Joest                         | Marco Werner Frank Biela                   | Audi R8                     | M     | 157           |
| 2      | LMP900    | 1  | Infineon Team Joest                         | Marco Werner Frank Biela                   | Audi 3.6L Turbo V8          | M     | 157           |
| 3      | LMP900    | 10 | JML Team Panoz                              | Olivier Beretta David Saelens              | Panoz LMP01 Evo             | M     | 155           |
| 3      | LMP900    | 10 | JML Team Panoz                              | Olivier Beretta David Saelens              | Élan 6L8 6.0L V8            | M     | 155           |
| 4      | GTS       | 80 | Prodrive                                    | David Brabham Darren Turner                | Ferrari 550-GTS Maranello   | M     | 154           |
| 4      | GTS       | 80 | Prodrive                                    | David Brabham Darren Turner                | Ferrari 5.9L V12            | M     | 154           |
| 5      | GTS       | 88 | Prodrive                                    | Tomáš Enge Peter Kox                       | Ferrari 550-GTS Maranello   | M     | 154           |
| 5      | GTS       | 88 | Prodrive                                    | Tomáš Enge Peter Kox                       | Ferrari 5.9L V12            | M     | 154           |
| 6      | LMP675    | 20 | Dyson Racing                                | Chris Dyson Andy Wallace                   | MG-Lola EX257               | G     | 152           |
| 6      | LMP675    | 20 | Dyson Racing                                | Chris Dyson Andy Wallace                   | MG (AER) XP20 2.0L Turbo I4 | G     | 152           |
| 7      | GT        | 23 | Alex Job Racing                             | Lucas Luhr Sascha Maassen                  | Porsche 911 GT3-RS          | M     | 151           |
| 7      | GT        | 23 | Alex Job Racing                             | Lucas Luhr Sascha Maassen                  | Porsche 3.6L Flat-6         | M     | 151           |
| 8      | LMP675    | 16 | Dyson Racing                                | Butch Leitzinger James Weaver              | MG-Lola EX257               | G     | 150           |
| 8      | LMP675    | 16 | Dyson Racing                                | Butch Leitzinger James Weaver              | MG (AER) XP20 2.0L Turbo I4 | G     | 150           |
| 9      | GT        | 35 | Risi Competizione                           | Anthony Lazzaro Ralf Kelleners             | Ferrari 360 Modena GTC      | M     | 150           |
| 9      | GT        | 35 | Risi Competizione                           | Anthony Lazzaro Ralf Kelleners             | Ferrari 3.6L V8             | M     | 150           |
| 10     | GT        | 60 | P.K. Sport                                  | Robin Liddell Alex Caffi                   | Porsche 911 GT3-RS          | P     | 149           |
| 10     | GT        | 60 | P.K. Sport                                  | Robin Liddell Alex Caffi                   | Porsche 3.6L Flat-6         | P     | 149           |
| 11     | LMP900    | 30 | Intersport Racing                           | Clint Field Mike Durand                    | Riley & Scott Mk III C      | D     | 149           |
| 11     | LMP900    | 30 | Intersport Racing                           | Clint Field Mike Durand                    | Élan 6L8 6.0L V8            | D     | 149           |
| 12     | LMP900    | 12 | American Spirit Racing                      | Michael Lewis Tomy Drissi                  | Riley & Scott Mk III C      | D     | 148           |
| 12     | LMP900    | 12 | American Spirit Racing                      | Michael Lewis Tomy Drissi                  | Lincoln (Élan) 5.0L V8      | D     | 148           |
| 13     | GT        | 31 | Petersen Motorsports White Lightning Racing | Craig Stanton Johnny Mowlem                | Porsche 911 GT3-RS          | M     | 148           |
| 13     | GT        | 31 | Petersen Motorsports White Lightning Racing | Craig Stanton Johnny Mowlem                | Porsche 3.6L Flat-6         | M     | 148           |
| 14     | GT        | 28 | JMB Racing USA                              | Stéphane Grégoire Eliseo Salazar           | Ferrari 360 Modena GTC      | P     | 146           |
| 14     | GT        | 28 | JMB Racing USA                              | Stéphane Grégoire Eliseo Salazar           | Ferrari 3.6L V8             | P     | 146           |
| 15     | GTS       | 0  | Team Olive Garden                           | Emanuele Naspetti Mimmo Schiattarella      | Ferrari 550 Maranello       | P     | 145           |
| 15     | GTS       | 0  | Team Olive Garden                           | Emanuele Naspetti Mimmo Schiattarella      | Ferrari 6.0L V12            | P     | 145           |
| 16 DNF | GT        | 24 | Alex Job Racing                             | Jörg Bergmeister Timo Bernhard             | Porsche 911 GT3-RS          | M     | 143           |
| 16 DNF | GT        | 24 | Alex Job Racing                             | Jörg Bergmeister Timo Bernhard             | Porsche 3.6L Flat-6         | M     | 143           |
| 17     | GT        | 33 | ZIP Racing                                  | Andy Lally Spencer Pumpelly Romeo Kapudija | Porsche 911 GT3-RS          | D     | 143           |
| 17     | GT        | 33 | ZIP Racing                                  | Andy Lally Spencer Pumpelly Romeo Kapudija | Porsche 3.6L Flat-6         | D     | 143           |
| 18     | GT        | 63 | ACEMCO Motorsports                          | Terry Borcheller Shane Lewis               | Ferrari 360 Modena GTC      | Y     | 143           |
| 18     | GT        | 63 | ACEMCO Motorsports                          | Terry Borcheller Shane Lewis               | Ferrari 3.6L V8             | Y     | 143           |
| 19     | LMP675    | 18 | Essex Racing                                | Scott Bradley Jason Workman                | Lola B2K/40                 | P     | 142           |
| 19     | LMP675    | 18 | Essex Racing                                | Scott Bradley Jason Workman                | Nissan (AER) VQL 3.0L V6    | P     | 142           |
| 20     | LMP675    | 37 | Intersport Racing                           | Jon Field Duncan Dayton                    | MG-Lola EX257               | G     | 142           |
| 20     | LMP675    | 37 | Intersport Racing                           | Jon Field Duncan Dayton                    | MG (AER) XP20 2.0L Turbo I4 | G     | 142           |
| 21     | GT        | 66 | The Racer's Group                           | Kevin Buckler Cort Wagner                  | Porsche 911 GT3-RS          | M     | 142           |
| 21     | GT        | 66 | The Racer's Group                           | Kevin Buckler Cort Wagner                  | Porsche 3.6L Flat-6         | M     | 142           |
| 22     | GT        | 42 | Orbit Racing                                | Joe Policastro Joe Policastro Jr.          | Porsche 911 GT3-RS          | M     | 138           |
| 22     | GT        | 42 | Orbit Racing                                | Joe Policastro Joe Policastro Jr.          | Porsche 3.6L Flat-6         | M     | 138           |
| 23     | GT        | 67 | The Racer's Group                           | Jeff Zwart Pierre Ehret                    | Porsche 911 GT3-RS          | M     | 136           |
| 23     | GT        | 67 | The Racer's Group                           | Jeff Zwart Pierre Ehret                    | Porsche 3.6L Flat-6         | M     | 136           |
| 24 DNF | LMP900    | 11 | JML Team Panoz                              | Scott Maxwell Gunnar Jeannette             | Panoz LMP01 Evo             | M     | 135           |
| 24 DNF | LMP900    | 11 | JML Team Panoz                              | Scott Maxwell Gunnar Jeannette             | Élan 6L8 6.0L V8            | M     | 135           |
| 25 DNF | GT        | 29 | JMB Racing USA                              | Stephen Earle Mark Neuhaus                 | Ferrari 360 Modena GTC      | P     | 133           |
| 25 DNF | GT        | 29 | JMB Racing USA                              | Stephen Earle Mark Neuhaus                 | Ferrari 3.6L V8             | P     | 133           |
| 26     | GT        | 68 | The Racer's Group                           | Marc Bunting Chris Gleason                 | Porsche 911 GT3-RS          | M     | 125           |
| 26     | GT        | 68 | The Racer's Group                           | Marc Bunting Chris Gleason                 | Porsche 3.6L Flat-6         | M     | 125           |
| 27     | GTS       | 3  | Corvette Racing                             | Ron Fellows Johnny O'Connell               | Chevrolet Corvette C5-R     | G     | 122           |
| 27     | GTS       | 3  | Corvette Racing                             | Ron Fellows Johnny O'Connell               | Chevrolet 7.0L V8           | G     | 122           |
| 28 NC  | GT        | 79 | J3 Racing                                   | David Murry Justin Jackson                 | Porsche 911 GT3-RS          | M     | 113           |
| 28 NC  | GT        | 79 | J3 Racing                                   | David Murry Justin Jackson                 | Porsche 3.6L Flat-6         | M     | 113           |
| 29 DNF | GT        | 61 | P.K. Sport                                  | David Warnock Ron Atapattu                 | Porsche 911 GT3-R           | P     | 107           |
| 29 DNF | GT        | 61 | P.K. Sport                                  | David Warnock Ron Atapattu                 | Porsche 3.6L Flat-6         | P     | 107           |
| 30 DNF | GT        | 03 | Hyper Sport                                 | Rick Skelton Brad Nyberg                   | Panoz Esperante GTLM        | P     | 68            |
| 30 DNF | GT        | 03 | Hyper Sport                                 | Rick Skelton Brad Nyberg                   | Élan 5.0L V8                | P     | 68            |
| 31 DNF | GTS       | 2  | Konrad Motorsport                           | Franz Konrad Richard Nearn                 | Saleen S7-R                 | D     | 62            |
| 31 DNF | GTS       | 2  | Konrad Motorsport                           | Franz Konrad Richard Nearn                 | Ford 7.0L V8                | D     | 62            |
| 32 DNF | GT        | 40 | Alegra Motorsports                          | Bill Auberlen Niclas Jönsson               | BMW M3                      | Y     | 58            |
| 32 DNF | GT        | 40 | Alegra Motorsports                          | Bill Auberlen Niclas Jönsson               | BMW 3.2L I6                 | Y     | 58            |
| 33 DNF | GT        | 43 | Orbit Racing                                | Marc Lieb Peter Baron                      | Porsche 911 GT3-RS          | M     | 41            |
| 33 DNF | GT        | 43 | Orbit Racing                                | Marc Lieb Peter Baron                      | Porsche 3.6L Flat-6         | M     | 41            |
| 34 DNF | LMP675    | 56 | Team Bucknum Racing                         | Jeff Bucknum Bryan Willman Chris McMurry   | Pilbeam MP91                | D     | 40            |
| 34 DNF | LMP675    | 56 | Team Bucknum Racing                         | Jeff Bucknum Bryan Willman Chris McMurry   | Willman (JPX) 3.4L V6       | D     | 40            |
| 35 DNF | GTS       | 71 | Carsport America                            | Tom Weickardt Jean-Philippe Belloc         | Dodge Viper GTS-R           | P     | 16            |
| 35 DNF | GTS       | 71 | Carsport America                            | Tom Weickardt Jean-Philippe Belloc         | Dodge 8.0L V10              | P     | 16            |
| 36 DNF | GT        | 41 | Alegra Motorsports                          | Ross Bluestein Carlos DeQuesada            | BMW M3                      | Y     | 15            |
| 36 DNF | GT        | 41 | Alegra Motorsports                          | Ross Bluestein Carlos DeQuesada            | BMW 3.2L I6                 | Y     | 15            |
| DNS    | GTS       | 4  | Corvette Racing                             | Kelly Collins Oliver Gavin                 | Chevrolet Corvette C5-R     | G     | -             |
| DNS    | GTS       | 4  | Corvette Racing                             | Kelly Collins Oliver Gavin                 | Chevrolet 7.0L V8           | G     | -             |